# M. Clifford Townsend
Maurice Clifford Townsend (* 11. August 1884 im Blackford County, Indiana; † 11. November 1954 in Hartford City, Indiana) war ein amerikanischer Politiker und zwischen 1937 und 1941 der 35. Gouverneur von Indiana.

## Frühe Jahre
Maurice Townsend besuchte die örtlichen Schulen im Blackford County in Indiana. Nachdem er im Jahr 1907 das Marion College absolviert hatte, arbeitete er sowohl als Farmer als auch als Lehrer. Zwischen 1909 und 1919 war er Schulrat (School superindentent) in verschiedenen Countys. Townsend war Mitglied der Demokratischen Partei und wurde im Jahr 1923 in das Landesparlament von Indiana gewählt. Im Jahr 1932 wurde er zum neuen Vizegouverneur seines Landes unter Gouverneur Paul McNutt gewählt. Vier Jahre später war er selbst der Spitzenkandidat seiner Partei für die Gouverneurswahlen.

## Gouverneur von Indiana
Nach der gewonnenen Wahl konnte Townsend seine vierjährige Amtszeit am 11. Januar 1937 antreten. Gleich im ersten Amtsjahr musste er sich mit einem großen Hochwasser des Ohio River auseinandersetzen. Sein Programm zur Bewältigung der Flut und der Hilfe für die Betroffenen fand bundesweite Anerkennung. In Townsends Amtszeit wurden Führerscheinprüfungen in Indiana gesetzlich vorgeschrieben. Damals entstand die „State Division of Labor“ eine Art Arbeitsministerium. In einigen größeren Städten des Landes wurden den Feuerwehrmännern Pensionen gewährt. Während eines gewalttätigen Streiks in Anderson verhängte der Gouverneur das Kriegsrecht und entsandte die Nationalgarde.

## Weiterer Lebenslauf
Nach dem Ende seiner Amtszeit wurde Townsend von der Bundesregierung zum Leiter einer Regierungsabteilung ernannt (Office of Agricultural War Relations), die die landwirtschaftliche Produktion mit den Kriegserfordernissen während des Zweiten Weltkrieges verbinden bzw. anpassen sollte. Townsend behielt dieses Amt bis 1942. Bis 1943 erhielt Townsend zwei weitere Posten von der Bundesregierung darunter einer zur Überwachung der Lebensmittelproduktion (Food Production Administration). Im Jahr 1943 trat er von seinen Posten zurück und widmete sich wieder seinen eigenen landwirtschaftlichen Interessen. Im Jahr 1946 bewarb er sich erfolglos um einen Sitz im US-Senat. Danach zog er sich endgültig aus der Politik zurück. Maurice Townsend starb im Jahr 1954. Er war mit Nora Adele Harris verheiratet, mit der er drei Kinder hatte.